# Vellozia cinerascens
Vellozia cinerascens là một loài thực vật có hoa trong họ Velloziaceae. Loài này được (Mart.) Mart. ex Seub. miêu tả khoa học đầu tiên năm 1847.